# پیلوت راک (اورگن)
پیلوت راک (به انگلیسی: Pilot Rock) شهری در شهرستان یومتیلا ایالت اورگن است و در سرشماری سال ۲۰۱۱ میلادی، ۱٬۵۰۲ نفر جمعیت داشته که نسبت به سال ۲۰۱۰، ۰٫۲ درصد رشد جمعیت داشته‌است.

## موقعیت جغرافیایی
موقعیت جغرافیایی شهرها و مناطق اطراف به شرح زیر است: